# Mário Daniel

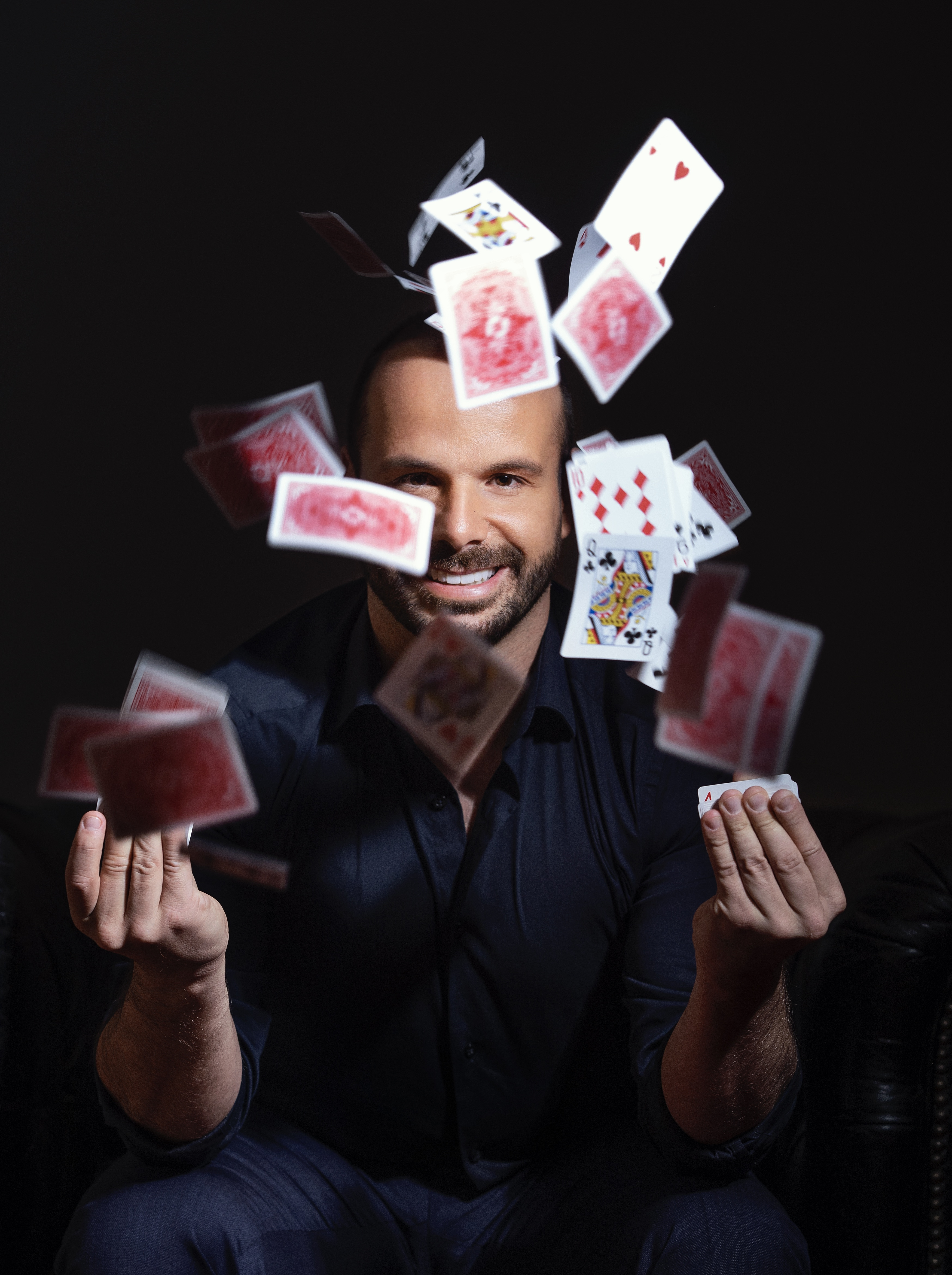
Mário Daniel

Mário Daniel (Peso da Régua, 1980) é um ilusionista português.
Mário Daniel teve a sua estreia em público com o espectáculo Natal dos Hospitais  quando ainda só tinha 14 anos de idade.
Autor e protagonista do programa de televisão Minutos Mágicos da SIC e do espectáculo de ilusionismo Fora do Baralho.

## Prémios
- "Prémio de Reconhecimento" (2011) da Associação Portuguesa de Ilusionismo.[4]